# Antoine, Arkansas
Antoine là một thị trấn thuộc quận Pike, tiểu bang Arkansas, Hoa Kỳ. Năm 2010, dân số của thị trấn này là 117 người.

## Dân số
- Dân số năm 2000: 156 người.
- Dân số năm 2010: 117 người.